# Karkuchi, Tarikere
Karkuchi là một làng thuộc tehsil Tarikere, huyện Chikmagalur, bang Karnataka, Ấn Độ.